# René Audet
René Audet (18 de enero de 1920 - 12 de junio de 2011) fue un obispo canadiense de la Iglesia católica.
Audet nació en Montreal, Quebec y fue ordenado sacerdote el 30 de mayo de 1948. Fue nombrado arzobispo auxiliar de la Arquidiócesis de Ottawa así también como Obispo titular de Chonochora el 21 de mayo de 1963 y ordenado el 31 de julio de 1963. El 3 de enero de 1968 fue asignado obispo de la Diócesis de Joliette. Renunció a ese cargo el 31 de octubre de 1990.